# Віктор Ґарбер
Віктор Джозеф Ґарбер (англ. Victor Joseph Garber, нар. 16 березня 1949, Лондон (Онтаріо)) — канадський актор театру, кіно та телебачення, і співак. Найбільш відомий за ролі Ісуса в фільмі Godspell (1973), Джека Брістоу в телесеріалі Шпигунка (2001–2006) і за роль Томаса Ендрюса в фільмі Титанік (1997).

## Біографія
Віктор Ґарбер народився у 1949 році в канадському місті Лондон (Онтаріо), провінція Онтаріо, в єврейській сім'ї російського походження. У нього є брат, Натан, і сестра, Аліса. У дванадцятирічному віці Віктору був поставлений діагноз цукровий діабет 1-го типу. Його батьки померли через ускладнення, викликаних хворобою Альцгеймера. У віці 16 років Ґарбер вступив до Торонтського університету. Також він пробував себе у співі, а в 1967 році зібрав власну музичну фолк-гурт The Sugar Shoppe.
Однією з перших його найпомітніших робіт в кіно стала роль Грега у фільмі 1993 року Несплячі в Сієтлі (1993). Також він знявся в оскароносному фільмі 1996 року Клуб перших дружин (1996). Найвідомішою роботою Ґарбера стала роль суднобудівника Томаса Ендрюса в Титаніку Джеймса Камерона. У період з 2001 по 2006 рік він знімався в телесеріалі Шпигунка в ролі Джека Брістоу, за цю роботу тричі був номінований на премію «Прайм-тайм Еммі», та отримав одну премію Сатурн. Також Ґарбер понад 20 років з успіхом виступає на Бродвеї, де зіграв в таких мюзиклах, як «Прокляті янкі», «Не шуміти», «Суїні Тодд, демон-перукар з Фліт-стріт» та інших.

## Особисте життя
Віктор Ґарбер — відкритий гей. Після багатьох років мовчання на питання про особисте життя, в січні 2013 року він офіційно підтвердив інформацію про свою сексуальну орієнтацію. Він живе в Нью-Йорку зі своїм партнером Райнером Андерсоном.

## Фільмографія

### Фільми
- 1973: Godspell — Ісус
- 1974: Monkeys in the Attic — Екрік
- 1988: The Legendary Life of Ernest Hemingway — Ернест Хемінгуей
- 1992: Singles
- 1992: I'll Never Get to Heaven
- 1992: Чуйний сон
- 1993: Несплячі в Сієтлі — Ґреґ
- 1993: Life with Mikey
- 1994: Exotica
- 1994: Mixed Nuts — озвучення
- 1995: Jeffrey
- 1995: Kleptomania
- 1996: Клуб перших дружин / The First Wives Club
- 1997: Титанік — Томас Ендрюс
- 1997: The Absolution of Anthony
- 1998: How Stella Got Her Groove Back
- 1999: External Affairs
- 1999: Annie
- 2001: Білявка в законі / Legally Blonde — професор Каллаган
- 2002: Tuck Everlasting
- 2002: Коли замовкли постріли / Home Room
- 2003: The Music Man
- 2008: Харві Мілк / Milk — мер Джордж Москоне
- 2009: Green Lantern: First Flight
- 2009: Зоряний шлях / Star Trek
- 2010: Знову ти / You Again — Марк
- 2010: The Town
- 2011: Панда Кунг-Фу 2 / Kung Fu Panda 2 — Майстер Громовий Носоріг (озвучення)
- 2011: The Entitled
- 2011: Take Me Home
- 2012: Арго / Argo  — Кен Тейлор
- 2013: Мисливці / The Hunters  —  Мейсон Фуллер
- 2015: Сікаріо / Sicario
- 2016: Легенди завтрашнього дня / Професор Мартін Штайн
- 2017: Бунтар у житі / Rebel in the Rye
- 2019: Темні води / Dark Waters
- 2023: Бажання / Wish

### Телебачення
- 1974: Jack: A Flash Fantasy
- 1974: ABC Afterschool Special
- 1975: Hallmark Hall of Fame — Марі Жозеф де Лафаєт
- 1977: The Best of Families
- 1978: Tartuffe
- 1983: Charley's Aunt
- 1985: I Had Three Wives
- 1985: Tales from the Darkside
- 1985: Private Sessions
- 1986: The Twilight Zone
- 1986: Roanoak
- 1986: Guiding Light
- 1988: Liberace: Behind the Music
- 1991: Grand Larceny
- 1987-91: The Days and Nights of Molly Dodd
- 1992: The First Circle
- 1992: I'll Fly Away
- 1992: The Powers That Be
- 1991-93: E.N.G.
- 1993: Alex Haley's Queen
- 1993: Dieppe
- 1993: Woman on the Run: The Lawrencia Bembenek Story
- 1994: Kung Fu: The Legend Continues
- 1995: Закон і порядок / Law & Order
- 1995: Almost Perfect
- 1996: Hostile Advances
- 1996: F/X: The Series
- 1997: Cinderella
- 1997: Let Me Call You Sweetheart
- 1997: Liberty!
- 1999: Summer's End
- 1999: Invisible Child
- 1999: Annie
- 2000: Love and Murder
- 2000: Frasier
- 1996–2000: The Outer Limits
- 2001: Life with Judy Garland: Me and My Shadows
- 2001: The Wandering Soul Murders
- 2001: A Colder Kind of Death
- 2001: Laughter on the 23rd Floor
- 2001: Call Me Claus
- 2002: Torso: The Evelyn Dick Story
- 2003: The Music Man
- 2003: It's All Relative
- 2004: Will & Grace
- 2001-06: Шпигунка / Alias — Джек Брістоу (Премія Сатурн — Найкращий телеактор другого плану)
- 2006-07: Justice
- 2007: American Masters
- 2007: Ugly Betty
- 2007-08: ReGenesis
- 2009: Останній тамплієр / The Last Templar
- 2009: Everything She Ever Wanted
- 2009: Хор / Glee — Батько Вілла
- 2009: Медсестра Джекі / Nurse Jackie
- 2009: Rex
- 2009: Web Therapy
- 2009: National Geographic: America Before Columbus — озвучення
- 2008-09: Ілай Стоун / Eli Stone — Джордан Уетерсбі
- 2010: Ice Quake
- 2010-12: Republic of Doyle
- 2011: Зоряна брама: Всесвіт / Stargate Universe
- 2011: Murdoch Mysteries
- 2011: Flashpoint
- 2011: 30 потрясінь / 30 Rock
- 2011: Law & Order: LA
- 2011: William & Catherine: A Royal Romance
- 2011: Web Therapy
- 2011: Charlie's Angels

### Театр
- Ghosts (Генрік Ібсен) — 1973
- Joe's Opera — 1975
- Cracks — 1976
- The Shadow Box — 1977
- Тартюф (Мольєр) — 1977
- Deathtrap (Айра Левін) — 1978
- Sweeney Todd — 1979
- They're Playing Our Song — 1981
- Little Me — 1982
- Noises Off — 1983
- You Never Can Tell — 1986
- The Devil's Disciple — 1988
- Вацлавська площа / Wenceslas Square — 1988
- Love Letters — 1989
- Lend Me a Tenor — 1989
- Assassins — 1990
- Two Shakespearean Actors — 1992
- Damn Yankees — 1994
- Arcadia (Том Стоппард) — 1995
- Art — 1998
- Present Laughter — 2010